# Lamottella proszynskii
Espèce
Lamottella proszynskii est une espèce d'araignées aranéomorphes de la famille des Salticidae.

## Répartition
Cette espèce est endémique de la région Orientale au Ghana,. Elle se rencontre dans les environs de Kade et Asuboni.

## Description
La carapace du mâle holotype mesure 2,6 mm de long sur 1,9 mm et l'abdomen 1,8 mm de long sur 1,2 mm et la carapace de la femelle paratype 2,8 mm de long sur 2,4 mm et l'abdomen 1,8 mm de long sur 1,3 mm.

## Systématique et taxinomie
Cette espèce a été décrite en 2025 par Wawer (d) & Wesołowska.

## Étymologie
Cette espèce est nommée en l'honneur de Jerzy Prószyński.

## Publication originale
- (en) Wawer & Wesołowska, « Jumping spiders from Ghana collected by J. Prószyński (Araneae: Salticidae) », Annales Zoologici, 2025, vol. 75, no 2, p. 599-628.